# Manoir de Rebomare
Le manoir de Rebomare est un manoir du XVIe siècle situé sur la commune de Gommerville, en Seine-Maritime, en France. Le domaine fait l'objet d'une inscription au titre des monuments historiques en 1985.

## Localisation
Le manoir se situe le long de la route départementale 10, à hauteur de l'aérodrome Le Havre - St-Romain.

## Description
Le manoir comporte un logis d'habitation (auquel on a adjoint des extensions en pignon) comprenant plusieurs cheminées, une étable et ancien pressoir, ainsi qu'un colombier.
En 1985, année de la protection, les revêtements des toitures sont provisoires et demandent une restauration. 

## Protection
Les façades et toitures du logis d'habitation (hors adjonctions en pignon) dont l'intérieur avec cheminées, du commun et du colombier sont inscrites au titre des monuments historiques le 31 décembre 1985.